# 花田有衣
花田 有衣（はなだ ゆい、1983年6月20日 - ）は、熊本県熊本市出身の元女子プロバスケットボール選手である。ポジションはガード。

## 来歴
小学校でバスケットボールを始め、長崎女子高等学校からジャパンエナジーに入社。年代別日本代表として国際大会に出場。一方、JOMOではスタメン出場1試合にとどまるもののシックスウーマンとしてチームを支えた。
2006年、JOMOを退社。海外を目指しストリートやクラブチームでプレーを続け、2007年には日本人女子選手として初めてABAのサマーリーグに参加。
2008年にはWNBA・ロサンゼルス・スパークスのトライアウトに合格を果たすが、ビザ等の関係でロースター登録には至らなかった（このシーズンはJOMOの1年先輩大神雄子がフェニックス・マーキュリーのロースター入りを果たした）。このシーズンは米独立リーグWBCBLでプレー。この年にはチャレンジ!おおいた国体に長崎県代表として出場、3位となる（チームメイトには他に長崎女子・JOMOの先輩大野慎子、元シャンソンの永田睦子、当時鹿屋体育大学生の出岐奏ら）。
2009年にはbjリーグ合同トライアウトに参加。女子として初めて通過を果たすが契約に至らず。
同年、中国女子バスケットボールリーグ（WCBA）の広東サンレイケーブと契約。日本人の中国リーグでのプレーは男女通じて初。
現在は長崎県のクラブチーム、ストレッチに所属。

## 経歴
- 熊本市立春竹小学校 - 一の宮町立一の宮中学校 - 長崎女子高校 - ジャパンエナジー/JOMO（2002年〜2005年） - 広東（2009年〜2010年）

## 日本代表歴
- 2001年ジュニア世界選手権
- 2002年ヤングウーメンアジア選手権

## DVD出演
- 『GYMRATS アメリカ式 ベスト プラクティス ～個人スキルを向上させ、チームを勝利へ導く基本練習～』　ティアンドエイチ株式会社　2010年